# Осфронемові
Осфронемові (Osphronemidae) або гура́мі — родина лабіринтових риб, що поширені від Пакистану на заході до Кореї на північному сході й островів Малайського архіпелагу на південному сході.
Назва «гурамі» використовується також для риб із родин Гелостомові (Helostomatidae) та Анабасові (Anabantidae).

## Класифікація
Сучасна класифікація осфронемових склалася на початку XXI ст. Вона базується на морфологічних ознаках і даних молекулярного аналізу.
Осфронемові є найбільшим підрозділом лабіринтових риб. Родина включає 4 підродини, 14 родів і близько 130 видів:
- Підродина белонтієві (Belontiinae):
  - Рід белонтія (Belontia) — 2 види.
- Підродина власне осфронемові (Osphroneminae):
  - Рід осфронем (Osphronemus) — 4 види.
- Підродина луціоцефалові (Luciocephalinae):
  - Рід щукоголов (Luciocephalus) — 2 види;
  - Рід сферихт (Sphaerichthys) — 4 види;
  - Рід ктенопс (Ctenops) — 1 вид;
  - Рід парасферихт (Parasphaerichthys) — 2 види;
  - Рід трихогастер (Trichogaster) — 4 види;
  - Рід трихопод (Trichopodus) — 5 видів.
- Підродина макроподові (Macropodusinae):
  - Рід бійцівська рибка (Betta) — 73 види;
  - Рід паросфромен (Parosphromenus) — 20 видів;
  - Рід трихопсис (Trichopsis) — 3 види;
  - Рід малпулута (Malpulutta) — 1 вид;
  - Рід псевдосфромен (Pseudosphromenus) — 2 види;
  - Рід макропод (Macropodus) — 9 видів.

Слід зазначити, що монофілія підродини луціоцефалових не була підтверджена жодним з молекулярних аналізів. Із цієї групи випадають роди Trichopodus і Trichogaster, які натомість виявили генетичну спорідненість з представниками підродини макроподових. Була висунута пропозиція утворити з цих двох родів ще одну підродину трихогастерових (Trichogastrinae). У той же час монофілія решти чотирьох родів луціоцефалових не викликає сумнівів.

## Опис
Осфронемові помітно різняться за розмірами та формою тіла і плавців. Більшість видів — це дрібні риби, довжина яких не перевищує 10 см. Виключення становлять гурамі з роду Osphronemus довжиною до 70-80 см. У той же час стандартна довжина крихітної рибки Parosphromenus ornaticauda становить лише 19 мм. Белонтії, макроподи, сферихти, ктенопси, трихогастери, трихоподи мають порівняно високе, стиснуте з боків тіло овальної форми. Бійцівські рибки, трихопси помітно нижчі й товщі.
Багато видів мають тонкі й сильно витягнуті черевні плавці. У представників родів Trichogaster і Trichopodus вони трансформовані в рухливі ниткоподібні «вуса», що мають сенсорними клітини й виконують роль органу дотику, за допомогою якого риби досліджують все, що їх оточує.
Рядом унікальних властивостей відрізняються представники роду Luciocephalus. Серед них щукоподібна форма з винятково довгою головою й глибоко вирізаним ротом, відсутність твердих променів у спинному та анальному плавцях, відсутність плавального міхура.
Всі представники родини мають спеціалізований лабіринтовий орган. Він розташований у надзябровій порожнині й дозволяє рибам використовувати для дихання атмосферне повітря. Лабіринтовий орган — це додатковий орган дихання, який функціює разом із зябрами й дозволяє рибам жити у бідних на кисень водоймах.

## Характер і особливості поведінки
Осфронемові — це тропічні прісноводні риби. Мешкають серед густої рослинності у стоячих водоймах або на ділянках річок із млявою течією. Риби періодично спливають до поверхні, щоб зробити черговий ковток атмосферного повітря.
Більшість видів — всеїдні. Щукоголови з роду Luciocephalus є типовими хижаками, полюють рибу і комах. Певну частку раціону белонтій також становлять дрібні рибки.
Гурамі з родів Trichogaster і Trichopodus можуть влаштовувати своєрідне полювання на комах, що літають над поверхнею води. Вони стоять біля поверхні, очікуючи на здобич, а тоді збивають її струменем води, що випускають з рота, і підхоплюють жертву, що впала на поверхню води. Макроподи іноді просто вистрибують із води, хапаючи комах над поверхнею.

## Розмноження
Всі представники родини осфронемових виявляють батьківську турботу. При цьому вони демонструють таке різноманіття поведінки з догляду за потомством, яке важко зустріти у будь-якої іншої групи риб.
Більшість видів будує під час нересту гніздо з піни, в якому проходить інкубація ікри. Будівництвом гнізда займається самець. Він випускає дрібні бульбашки повітря, змащуючи їх оболонку слиною. Гніздо допомагає зберегти ікру в брудній болотяній воді.
Кожний вид робить гніздо за «власним проектом». Макроподи й бійцівські рибки будують гніздо чисто з бульбашок, гурамі з родів Trichogaster і Trichopodus для свого великого плоского гнізда можуть використовувати шматочки рослин. Всі ці види влаштовують гніздо на поверхні води. Також на поверхні води, але під листком рослини, будують гніздо белонтії. Представники родів Trichopsis, Malpulutta, Parosphromenus, Pseudosphromenus, Osphronemus не мають чітко визначеного місця для побудови гнізда і, залежно від умов, воно може розташовуватись під листком, що знаходиться на поверхні, в товщі води або в печерці.
З початком будівництва гнізда самець займає територію навколо нього й агресивно захищає її. Закінчивши свою роботу, він перестає відганяти самку, навпаки, запрошує її до гнізда, виконуючи при цьому ритуальний танок. Маленький самець гурамі-буркуна супроводжує свій танок звуками, схожими на тихе гарчання собаки. Звуки виникають від того, що риба переганяє повітря з лабіринту в ротову порожнину й назад.
Нерест відбувається під гніздом. Самець обіймає самку своїм тілом, перевертає й стискає її, при цьому риби викидають ікру та молочко. Ікринки спливають на поверхню, ті, що не потрапили до гнізда, самець збирає ротом і випльовує на місце. Іноді він дозволяє самці допомагати йому. Навіть ті ікринки, що відразу потрапили в піну, самець ще раз втягне у рот і виплюне, щоб змити з них мікроорганізми. Крім механічного очищення, це й своєрідне дезінфікування ікри, адже слина лабіринтових риб має здатність вбивати збудників хвороб.
Після нересту в гнізді залишається від 300—500 (ляліуси, медові гурамі, півники) до 1000—2000 ікринок (макроподи, великі гурамі). Як правило, самець доглядає за гніздом та ікрою й охороняє їх. Маленький вартовий нападає на кожного, хто наблизиться до гнізда. Найкращими батьками серед лабіринтових є макроподи і парасфромени. У них батько продовжує доглядати за потомством навіть після того, як мальки попливуть, а за його відсутності догляд за потомством доволі кваліфіковано перебирає на себе самка. У белонтій під час догляду за потомством утворюється сім'я. Самець доглядає за гніздом та ікрою, а самка охороняє околиці гнізда.
Деякі види бійцівських рибок, що походять з проточних водойм, інкубують ікру у роті; у них це робить самець. Активною стороною під час нересту, як правило, буває самка. Дуже цікаво спостерігати ритуал передачі ікри з рота у рот від самки до самця. Інкубують у роті ікру також представники родів Ctenops, Luciocephalus, Sphaerichthys, Parasphaerichthys. У сферихтів ікру виношує самка. Ця група осфронемових є менш продуктивною, риби відкладають лише 40-80 ікринок за нерест.
Залежно від виду, через 1—3 доби після нересту з ікри вилуплюються маленькі личинки, вони виснуть під гніздом хвостиком донизу. Ще за 2—5 діб у них закінчуються запаси жовткових мішечків, і личинки перетворюються на мальків, починають вільно плавати й самостійно харчуватися. Цікаво, що в перші дні знайти їжу їм допомагає гніздо. Рослинні частинки, слина, яка містить білки й втрачає до цього часу свої бактерицидні властивості, починають розкладатися. Під гніздом збираються хмари інфузорій, коловерток, дрібних черв'яків. Скупчення дрібних істот малеча знаходить і серед коріння рослин, що плавають на поверхні.
Лабіринт починає допомагати малькам дихати через З—5 тижнів після народження. При цьому змінюється їхня поведінка, рибки регулярно спливають до поверхні води й ковтають повітря. Молодь лабіринтових риб росте швидко й у віці кількох місяців набуває дорослого забарвлення. Дрібні лабіринтові визрівають у 7—8 місяців, більші — трохи пізніше.

## Господарське значення
Завдяки своїм невеликим розмірам, яскравому забарвленню та цікавій поведінці більшість представників родини підходять для утримання в акваріумі. Серед такі популярні види акваріумних риб як півники (Betta splendens), плямисті (Trichopodus trichpterus) та перлинні (Trichopodus leerii) гурамі, ляліуси (Trichogaster lalius), макроподи (Macropodus opercularis), медові гурамі (Trichogaster chuna) та ін.
Крім того, гурамі у себе на батьківщині є важливим джерелом їжі, місцеве населення дуже цінує їх ніжне м'ясо. Найбільші види, такі як гігантський гурамі (Osphronemus gourami) і бурий гурамі (Trichopodus pectoralis) є промисловими рибами. Їх не лише ловлять місцеві рибалки, а й вирощують на рибницьких фермах, найбільше в Таїланді. Риб смажать, готують з них юшку, а також солять і висушують й експортують у такому вигляді.

## Утримання в акваріумі
Утримання осфронемових в акваріумах має певні особливості, але у більшості випадків не становить проблем. Завдяки додатковому диханню вони можуть жити в невеличких акваріумах, хоча все ж слід зважати на розміри окремих видів. Більшість видів звикло жити серед рослин, тримаються у схованках, в пустому акваріумі вони почувають себе невпевнено, стають лякливими. Рослинність в акваріумі повинна бути доволі густою, бажана наявність коріння, корчів, рослин, що плавають на поверхні.
Більшість гурамі є спокійними і мирними рибами, яких можна тримати у спільному акваріумі. Сусідами не можуть бути активні й агресивні риби, такі як, наприклад, барбуси. Також не можна тримати разом споріднені види осфронемових, адже вони конкуруватимуть між собою.
Нерестовищем для осфронемових може бути невеликий акваріум. Його заповнюють на 3/4 старою акваріумною водою і на 1/4 м'якою свіжою водою. Рівень води 7—15 см для невеликих видів риб і 20 см — для великих. З дрібнолистих рослин створюють схованку для самки. Коли все готове, до нерестовища висаджують пару риб і підвищують температуру води на 2—3°С. Відразу після закінчення нересту самку слід виловити з нерестовища, інакше самець постійно буде її переслідувати і може її вбити.
Трапляється, що самець не набув батьківських інстинктів або йому заважають несприятливі умови, і він кидає гніздо та з'їдає ікру. Такого самця треба негайно висадити з нерестовища. Ікра розвиватиметься самостійно. Щоб вона не загинула від грибкових хвороб, у воду додають 2—3 краплі 1 %-ного розчину метиленового синього на кожний літр води.
Тільки-но мальки попливуть і почнуть їсти, самця треба висадити. Вигодувати мальків у перші дні слід інфузоріями, коловертками та іншими найдрібнішими кормами. Через 8—12 днів їм дають циклопів. Їжі у виростковому акваріумі повинно бути багато, щоб мальки плавали серед неї. Кожних два дні 2/3 об'єму води обережно замінюють на свіжу. Коли мальки дихають тільки зябрами, рівень води в нерестовищі зберігається невисоким, а воду постійно продувають дуже дрібними бульбашками повітря. Не можна в цей час знижувати температуру води. Коли мальки почали дихати за допомогою лабіринту, можна підвищити рівень води й поступово, на 1—2 °C на тиждень, знижувати температуру. Якщо ріст молоді нерівномірний, то більші мальки можуть поїсти менших. Запобігти цьому можна, сортуючи мальків за розміром.

## Галерея

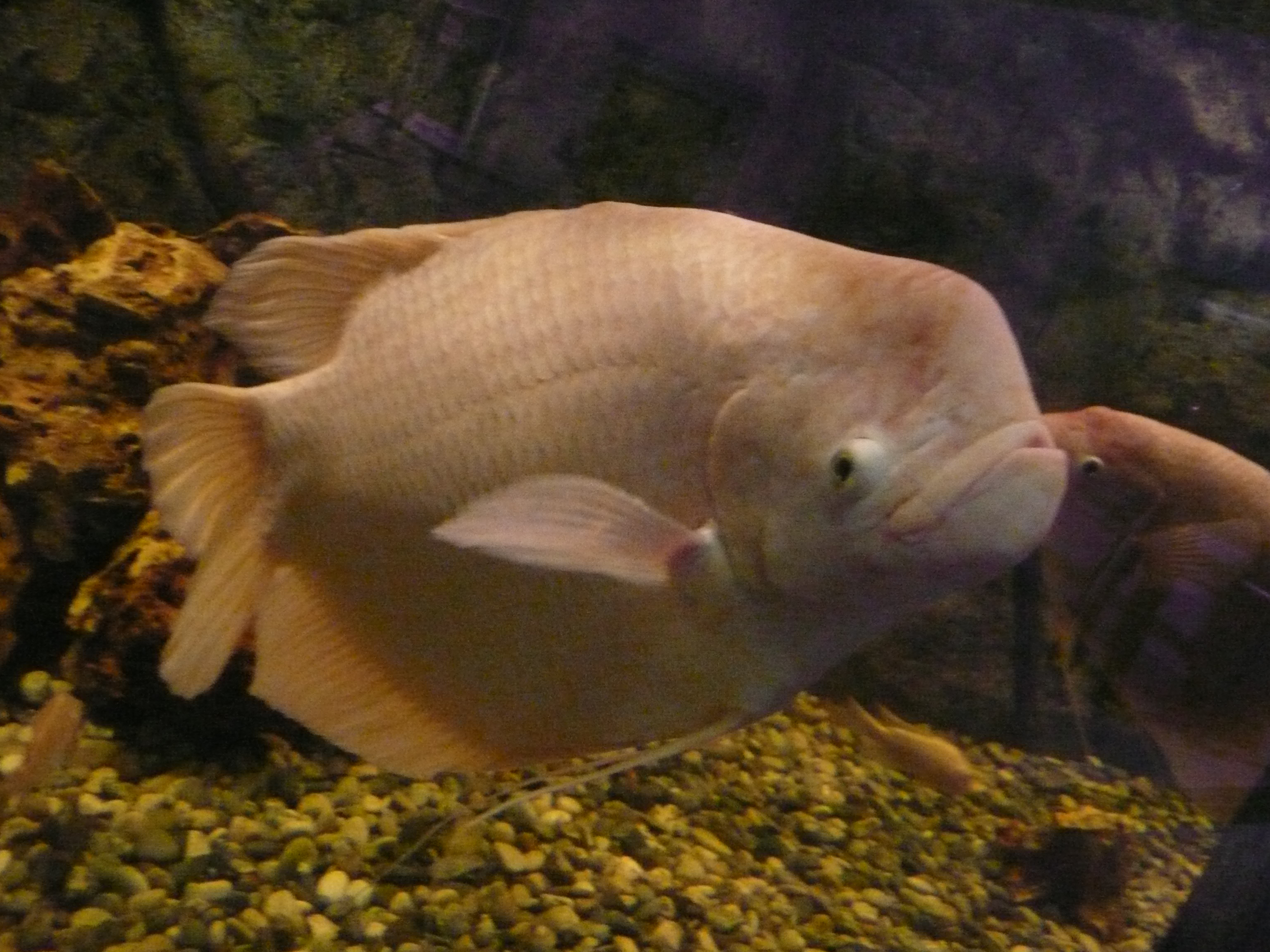
Гурамі велетенський
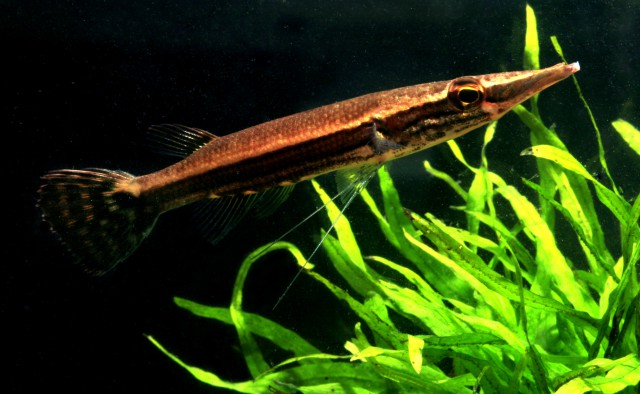
Щукоголов звичайний
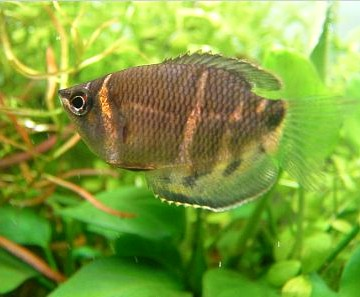
Гурамі шоколадний
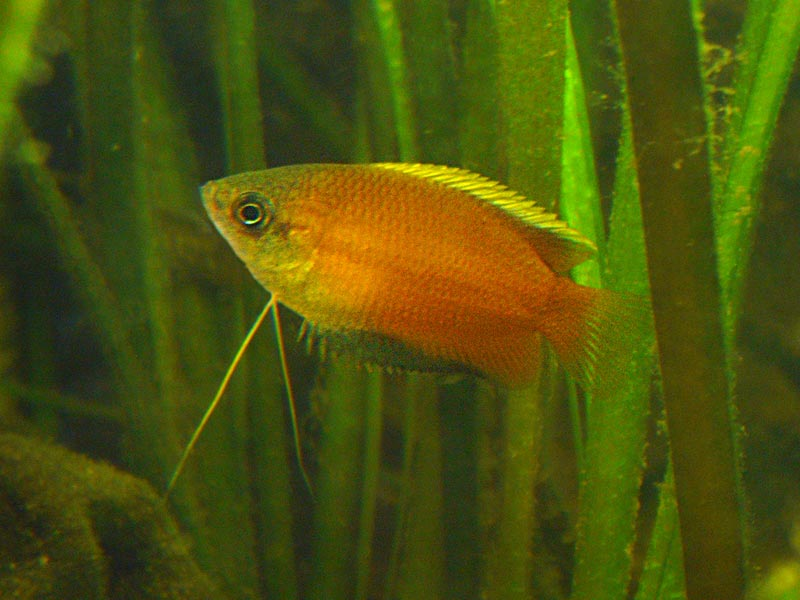
Гурамі медовий
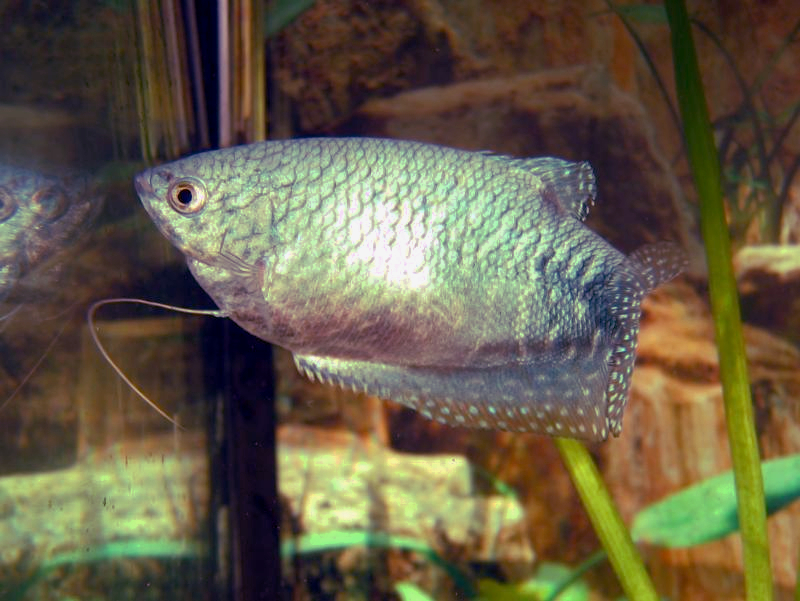
Гурамі плямистий
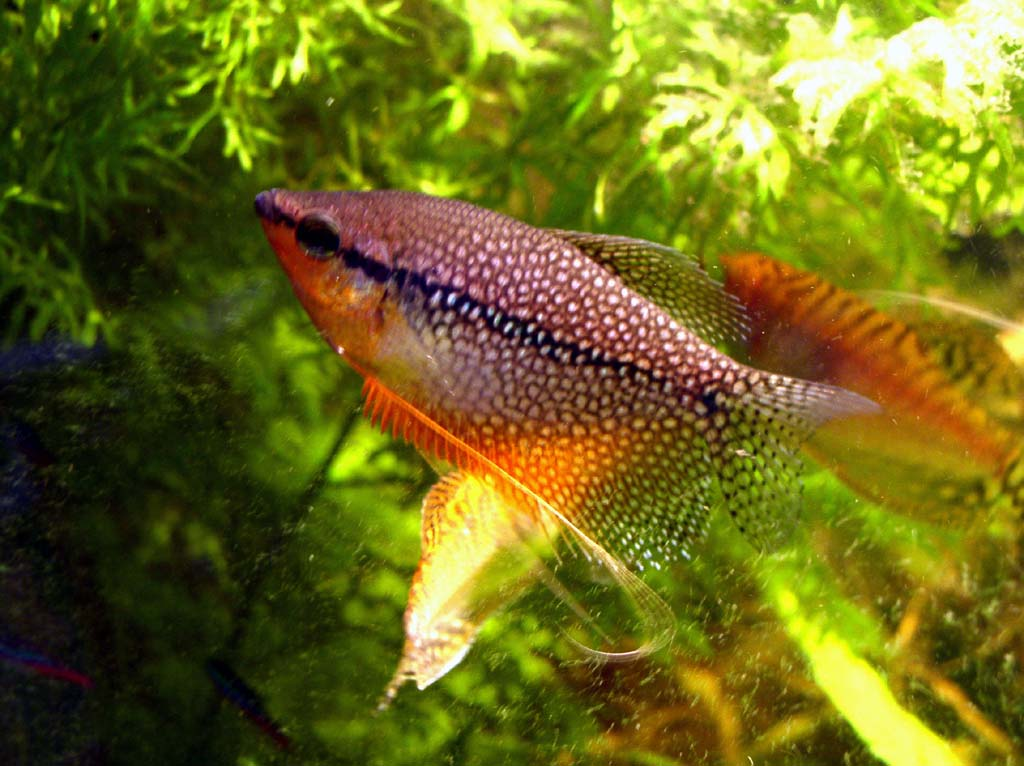
Гурамі перлинний
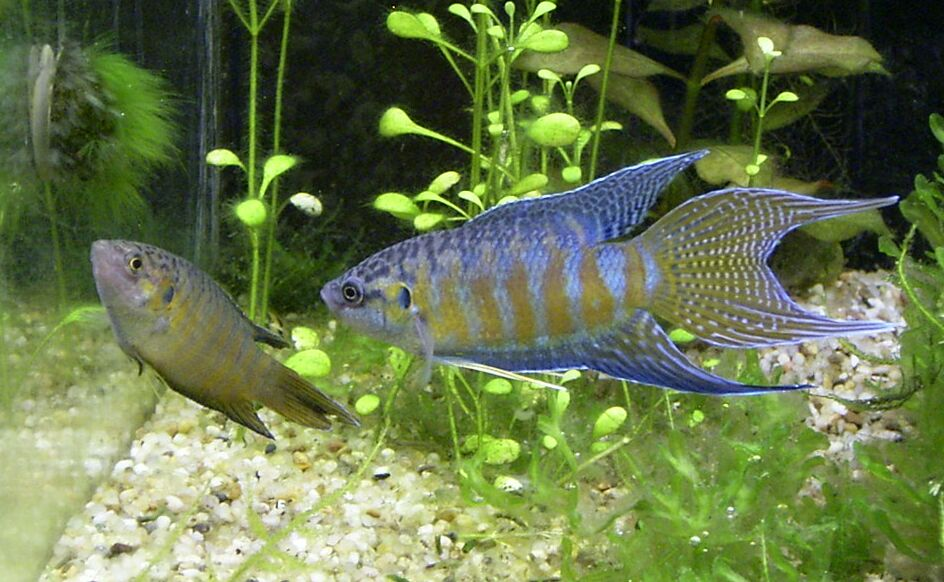
Макропод звичайний
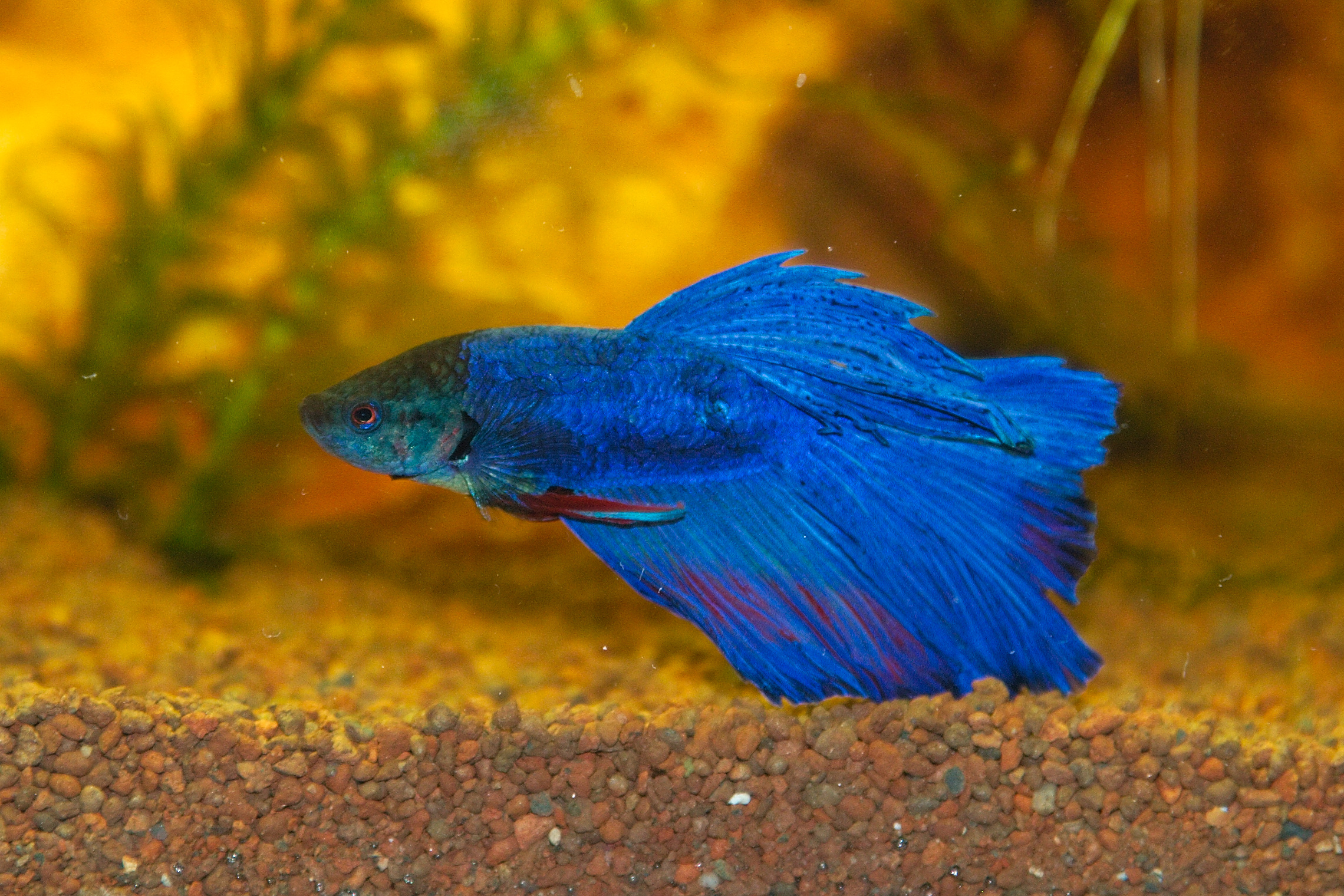
Бійцівська рибка сіамська